# Антоненко, Константин Иванович
Константи́н Ива́нович Антоне́нко (21 мая 1911, Большой Янисоль, Екатеринославская губерния — 16 января 1979) — советский геолог, лауреат Государственной премии СССР.

## Биография
Константин Иванович Антоненко родился 21 мая 1911 г. в селе Б. Янисоль Мариупольского уезда Екатеринославской губернии.
С 1937 года, по окончании Новочеркасского индустриального института по специальности «инженерная гидрогеология», работал в Главном военно-инженерном управлении Красной Армии, где был куратором треста "Спецгео"Текст, участвовал в выработке требований к продукции геологов и приёмке выполненных работ.
С началом Великой Отечественной войны организовал на базе треста «Спецгео» военно-геологические отряды. С мая 1942 года по октябрь 1943 года, будучи в действующей армии заместителем командира 74-й отдельной роты полевого водоснабжения в звании военинженера 3 ранга, обеспечивал водоснабжение войск Западного фронта. С октября 1943 — старший инженер-гидрогеолог Главного военно-инженерного управления; участвовал в обеспечении трестом «Спецгео» водоснабжения группировки советских войск в Иране.
С 1946 года работал в Комитете по делам геологии при Совнаркоме СССР, с октября 1946 — руководитель треста «Спецгео», с 1951 — управляющий Всесоюзным гидрогеологическим трестом, в 1961—1979 — руководитель Второго гидрогеологического управления.
Создал школу геологов, обеспечивающих стратегические проекты страны (полигоны испытания ядерного оружия, создание ракетно-ядерного щита, строительство объектов глубокого подземного заложения, полигонов захоронения жидких радиоактивных отходов и пр.). Под его руководством:
- выполнены изыскания для проектируемых водохранилищ ГЭС на Волге, Каме, Ангаре, Енисее и оросительных систем Южной Украины и Степного Крыма;
- созданы специальные военно-геолого-географические справочники по территориям;
- составлена «Инженерно-геологическая карта СССР для специального строительства» (1974);
- проведено инженерно-геологическое обеспечение испытаний ядерного оружия на Семипалатинском и Новоземельском полигонах;
- обоснован способ глубинного захоронения жидких радиоактивных отходов;
- создана информационная база, позволяющая математическим моделированием получать прогнозы миграции радионуклидов и обосновывать реабилитационные мероприятия;
- разведаны запасы подземных пресных вод для водоснабжения Акмолинска и сельскохозяйственных центров целинных земель;
- изданы геологические и гидрогеологические карты целинных и залежных земель Казахстана;
- составлен комплект инженерно-геологических и мерзлотно-геологических карт зоны БАМ.

Умер 16 января 1979 года.

## Избранные труды
- Антоненко К. И. Руководство по инженерно-геологическому обслуживанию военно-инженерных работ / Штаб инж. войск Красной Армии. — М. : Воен. изд-во, 1946 (Тип. им. Тимошенко). — 68 с.

## Награды
- медаль «За боевые заслуги» (12.3.1943)[3]
- орден Ленина
- орден Октябрьской революции
- Государственная премия СССР — за цикл специальных карт по инженерной геологии, обеспечивающих эффективное народнохозяйственное освоение Западной Сибири[1][когда?].

## Комментарии
1. ↑  Ныне — Великая Новосёлка в Великоновосёлковском районе Донецкой области.
2. 1 2  Ныне — ФГБУ «Гидроспецгеология».